# Bistum Thiès
Das Bistum Thiès (lateinisch Dioecesis Thiesina, französisch Diocèse de Thiès) ist eine im Senegal gelegene römisch-katholische Diözese mit Sitz in Thiès.

## Geschichte
Das Bistum Thiès wurde am 6. Februar 1969 durch Papst Paul VI. mit der Apostolischen Konstitution Pro summo aus Gebietsabtretungen des Erzbistums Dakar errichtet und diesem als Suffraganbistum unterstellt.

## Bischöfe von Thiès
- François-Xavier Dione, 1969–1985
- Jacques Yandé Sarr, 1986–2011
- André Guèye, 2013–2025, dann Erzbischof von Dakar
  - Sedisvakanz seit 22. Februar 2025